# Ichneumon dietrichae
Ichneumon dietrichae is een vliesvleugelig insect (orde Hymenoptera) uit de familie van de gewone sluipwespen (Ichneumonidae). De wetenschappelijke naam van de soort werd in 2016 door Rebecca Kittel gepubliceerd.
Ichneumon dietrichae Kittel is een nomen novum voor Ichneumon molitorius Cuvier, 1833. Die naam was al in gebruik als Ichneumon molitorius Linnaeus, 1761. In 2016 heeft Kittel het voorstel gedaan voor de hernoeming naar Ichneumon dietrichae.
De soort is vernoemd naar Amalie Dietrich (1821–1891), een Duits natuuronderzoekster.